# Elmersmastede
De Elmersmastede of Elmersmaborg was een borg in het Groningse dorp Hoogkerk. Indertijd behoorde het dorp tot het Westerkwartier van de Provincie Groningen. De borg lag aan de huidige Boeiersingel aan de zuidzijde van het Hoendiep, even ten oosten van de huidige brug in het dorp.

## Geschiedenis

### De oudste bronnen
De eerste vermelding van de naam Elmersma dateert uit 1379. Een eeuw later is er sprake van een Elmersmastede, wat misschien een minder voornaam gebouwde voorloper van de latere borg is geweest.
Een huis genaamd Elmersmastede en bezit van Reint Potter en Feye wordt genoemd in een klauwboek. Dit echtpaar leefde kort na 1500. In 1558 is Elmersmastede in bezit van Johan Potter. Genoemd wordt het als 'Potters kamnade an de zuiderzijdt des diepes' dicht bij de kerk die na de oorlogshandelingen van 1505 werd afgebroken. Deze Potters worden ook genoemd in verband met de omstreden etymologie van Paterswolde dat ooit "Potterswolde" was en in de Groningse taal ook nu nog zo wordt genoemd.

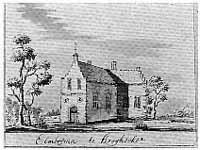
Het oude huis voor de sloop in 1753

De borg zelf wordt voor het eerst als zodanig genoemd in 1680, wanneer het huis bezit is van Ulrich van Ewsum. Later is de borg eigendom van Lewe van Aduard, die de borg als woning ter beschikking stelt aan een Britse edelman, de Graaf van Clancarty, bijgenaamd de "malle graaf van Rottum".
Ulrich van Ewsum heeft dus door zijn huwelijk met Johanna Emilia Macdowell Elmersma verkregen. Hij bezat ook Tammingehuizen bij Ten Post. In hun testament bestemden zij Tammingehuizen voor hun dochter Johanna Emilia getrouwd met Rudolf Polman en Elmersma voor hun dochter Bernardine getrouwd met ds. Abdias Velingius.
In 1680 is Ulrich van Ewsum jonker en hoofdeling op Elmersma. Hij was getrouwd met Johanna Emilia Macdowell, enige dochter van William Makdowell, hoogleraar in de wijsbegeerte aan de Rijksuniversiteit Groningen. Deze is redger of rechter in Hoogkerk geweest. Zijn eerste vrouw, Bernardina Fritema, is in 1637 in de kerk van Hoogkerk begraven en hij zelf werd daar begraven in 1663. Behalve in Hoogkerk zal hij ook te Feerwerd en op Tammingehuizen bij Ten Post hebben gewoond. Veel Groningse edelen bezaten meerdere borgen en huizen.
Elmersma wordt aan het eind van de 17e eeuw omschreven als een "huis met hof, tuin plantages, kerkgestoelten, graven en met 80 verhuurde grazen land".
Op een afbeelding is een vrij bescheiden huis van baksteen te zien met een royale toegangsdeur, twee verdiepingen, een trapgevel en een zaal met grote ramen. Er was een dwarsbeuk gebouwd.

### De 18e en 19e eeuw
Op 21 februari 1722 woonden op Elmersma Onno Berend Gruys van Lellens en zijn vrouw Gerardina Lohman. In 1726 kocht Gruys ook de grotere borg Lellens in Leens. Elmersma werd verkocht aan Evert Joost Lewe van Aduard. In datzelfde jaar stond Joost toe dat Donough MacCarthy, 4e Graaf (Earl) van Clancarty, een uit Engeland gevluchte Jacobiet zonder huur te betalen in zijn huis in Hoogkerk mocht wonen.

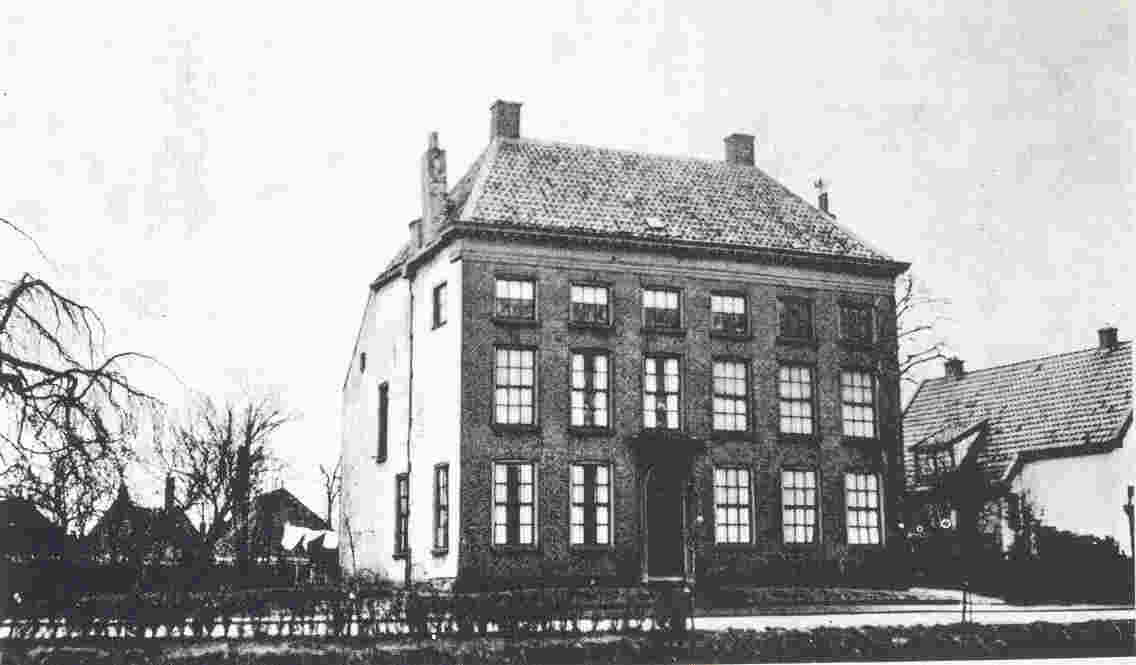
Het huis voor de afbraak

Na de dood van de graaf in 1734 liet Lewe de borg in tweeën verdelen en beide delen verhuren. Het huis raakte in verval. In 1753 werd het voor 224 gulden met de beklemming van de grond overgedragen aan dr. Jacob Beugel en Jan Harm Franke. Op het verkochte heem hadden de kopers het jaar tevoren een zeepfabriek opgericht.
De eigenlijke borg is in 1753 vervangen door een herenhuis met grote ramen in de stijl Louis XV. Ook dat aanzienlijke huis werd bij die gelegenheid als borg aangeduid.
Het huis was eigendom van Geertruide Franke die ook alle Heerlijke rechten die aan het bezit waren verbonden wist te verwerven. Deze Heerlijke rechten vervielen grotendeels nadat de Bataafse Republiek de Republiek der Zeven Verenigde Nederlanden was opgevolgd. Voor Geertruide Franke was er in 1815 een kleine compensatie in de vorm van het recht om een wapen te voeren en te laten voeren als wapen van Leegkerk en Dorkwerd. Het wapen werd later het gemeentewapen van de Gemeente Hoogkerk.
In 1820 werd de Borg opnieuw verkocht. Nu werd het onroerend goed beschreven als "borgh met schuur, duiventil, schiphuisje en grote tuin met trek- en broeikassen alsmede een zeepfabriek, landerijen en rechten". In 1865 was Elmersma burgemeesterswoning. In datzelfde jaar werd het huis verkocht, waarna de zeepfabriek werd omgezet in bierbrouwerij Artevelde. In 1896 moest deze brouwerij opnieuw plaatsmaken voor een zeepfabriek.
De borg met het bijbehorend land werd in 1911 in verband met de verbreding van het Hoendiep gekocht door de provincie Groningen. Het herenhuis, inmiddels opnieuw de ambtswoning van de burgemeester van Hoogkerk, werd in 1939 gesloopt.
Op oude kaarten is op enige honderden meters ten zuidoosten van Elmersma een boerderij getekend met de naam Elmersma. Deze niet meer bestaande boerderij hoorde vroeger bij de borg. Op het borgterrein is niets meer terug te vinden van de vroegere borg.